# Edissiïa
Edissiïa (en rus: Эдиссия) és un poble del krai de Stàvropol, a Rússia, que el 2019 tenia 5.729 habitants. Pertany al districte rural de Kurskaia.